# Thecla elongata
Thecla elongata är en fjärilsart som beskrevs av William Chapman Hewitson 1870. Thecla elongata ingår i släktet Thecla och familjen juvelvingar. Inga underarter finns listade i Catalogue of Life.